# Hämndens timme (film, 1931)
Hämndens timme (engelska: The Skin Game) är en brittisk dramafilm från 1931 i regi av Alfred Hitchcock. Filmen är baserad på John Galsworthys pjäs The Skin Game. I huvudrollerna ses Edmund Gwenn och Helen Haye.

## Rollista i urval
- C.V. France - Mr Hillcrist – Hillcrists
- Helen Haye - Mrs Hillcrist – Hillcrists
- Jill Esmond - Jill – Hillcrists
- Edmund Gwenn - Mr Hornblower – Hornblowers
- John Longden - Charles – Hornblowers
- Phyllis Konstam - Chloe – Hornblowers
- Frank Lawton - Rolf – Hornblowers
- Herbert Ross - Jackmans
- Dora Gregory - Jackmans
- Edward Chapman - Dawker
- R.E. Jeffrey - Förste främlingen
- George Bancroft - Andre främlingen
- Ronald Frankau - Auktionsförrättare